# Aleatico
L'Aleatico è un vitigno semi-aromatico a bacca nera (precisamente blu-vermiglio).
A detta di molti è  probabilmente una mutazione del Moscato nero toscano. Si producono diversi vini DOC, in particolare in Toscana.

## Etimologia e sinonimi
Già  citato da Pier de’ Crescenzi (1303) e da Cosimo Trinci (1726) è di dubbia etimologia:
- per alcuni deriva da qualche forma linguistica riconducibile alla Grecia,
- altri ancora lo fanno risalire all'emiliano aliadga cioè "uva luglianica".

Detto anche Aliatico, Leatico e Liatico, è variamente denominato a seconda delle zone geografiche: Aleatico della Toscana, Aleatico nero di Firenze, Aleatico di Benevento, Aleatico dell'isola d'Elba, Aleatico di Gradoli DOC.

## Caratteristiche
La pianta ha una foglia media pentagonale, trilobata di colore verde cupo il cui grappolo è piccolo, spargolo ed allungato. L'acino è sferoidale,medio piccolo, con buccia molto pruinosa di colore blu-vermiglio.
Di vigoria medio-buona e produttività media ma costante; vitigno precoce, matura tra la fine di agosto e i primi di settembre.
Il vino che si ottiene, dopo un periodo di appassimento delle uve al sole o all'aria, è di colore rosso rubino con sfumature violacee accentuate, nei primi mesi di vita, per virare ad un rosso rubino intenso già nella primavera successiva alla vendemmia. Profumo intenso, caratteristico, ricorda le amarene sotto spirito; al gusto è morbido, dolce e leggermente astringente, ben equilibrato se con acidità fissa elevata.

## Diffusione e coltivazione
È coltivato essenzialmente in sette zone:
- in gran parte della Toscana: degni di nota sono i vini nell'Isola d'Elba, sull'Isola di Capraia e nel Grossetano (comuni di Sorano, Pitigliano e Manciano).
- nelle Marche, a Pergola e comuni limitrofi, con il nome di vernaccia rossa di Pergola.
- in buona parte del Lazio (di pregio è quello prodotto nella zona del Lago di Bolsena: in particolare, è coltivato nel territorio di Gradoli).
- in alcune zone del Piemonte (sui Colli tortonesi i più importanti).[2]
- in alcune zone dell'Umbria (nei pressi del Lago di Corbara e nell'Orvietano).
- in alcune zone della Puglia (i vini più rinomati sono nel Salento e a Gioia del Colle).
- in Sardegna resiste in pochissime zone della Gallura nello specifico a Padru, il vitigno fu probabilmente importato dai boscaioli Toscani. Testimonianze ne ricordano anche una varietà a bacca bianca ormai scomparsa. Le bacche vengono fatte appassire in pianta e il poco vino prodotto risulta molto alcolico, dolcissimo e di una densità simile ad un liquore.